# Abtauchen
Als Abtauchen wird der Teil des Tauchens bezeichnet, bei dem der Taucher aus der Schwimmposition unter die Wasseroberfläche gelangt.
Abtauchen nennt man auch das kontrollierte Sinken eines U-Bootes unter die Wasseroberfläche.

## Bewegungsablauf
Der Prozess des Abtauchens erfordert in der Regel bei allen Tauchformen den gleichen Bewegungsablauf, mit dem die tauchende Person aus der waagerechten Ausgangslage auf dem Wasser durch die Wasseroberfläche dringen kann. Hierfür wird der mit dem Bauch nach unten weisende Körper an der Hüfte abgeknickt, sodass der Oberkörper mit den Armen und dem Kopf unter Wasser gelangt. Die Arme werden ausgestreckt und die Beine angehoben, dadurch gleitet der Körper senkrecht in das Wasser. Durch eine kräftige Schwimmbewegung der Arme kann der Körper nun mit wenig Kraftaufwand nach unten gestoßen werden.